# Природні заповідники Йорданії

Орієнтовні місця розташування перших шести заповідників

У Йорданії є щонайменше сім природних заповідників. У 1966 році була заснована організація, яка згодом започаткувала заповідники Йорданії, Королівське товариство охорони природи. Перші зусилля RSCN стосувалися повернення видів, які перебувають під загрозою зникнення. У 1973 році RSCN отримав право видавати ліцензії на полювання, що дало RSCN перевагу в запобіганні вимирання. Першим кроком було заснування першого в Йорданії природного заповідника, заповідника дикої природи Шаумарі, у 1975 році. Основною метою було створення засобів для розведення зникаючих видів, зокрема: аравійського орікса, газелей, страусів і перських онагрів у їхньому природному середовищі.
У 1994 році, невдовзі після заснування біосферного заповідника Дана, RSCN відкрив свій відділ досліджень та оглядів, який складається з досвідчених дослідників з основною метою збору інформації в заповідниках, необхідної для створення сталого середовища життя для диких тварин шляхом наукових досліджень. Незабаром після цього було створено Wild Jordan як бізнес-філія RSCN, що займається соціально-економічними проектами. У 1999 році RSCN започаткував навчальну програму для розвитку місцевих і регіональних навичок збереження природи. RSCN підвищив обізнаність у 2005 році кампанією «Врятуймо дерева Йорданії». Шостий і останній природний заповідник Йорданії, лісовий заповідник Дібін, був створений у 2004 році, цементуючи 1 200 квадратних кілометрів (463 миля2) охоронюваного природного ландшафту по всій Йорданії.
Природний заповідник Фіфа був визначений у 2011 році. У 2018 році природні заповідники Бурку, Дахек і Дмейта були визначені.
Були запропоновані додаткові заповідники та об'єкти для збереження.

## Заповідники
| Заповідник                      | Розташування                | Розмір                                   | Дата заснування | Примітка                                    |
| ------------------------------- | --------------------------- | ---------------------------------------- | --------------- | ------------------------------------------- |
| Лісовий заповідник Аджлун       | Північний захід             | 13 квадратних кілометрів (5 миля2)       | 1988            |                                             |
| Ель-Азрак                       | Північний схід              | 12 квадратних кілометрів (5 миля2)       | 1978            | Єдиний водно-болотний заповідник у Йорданії |
| Природний заповідник Бурку      | Північний схід              | 906,44 квадратного кілометра (350 миля2) | 2018            |                                             |
| Біосферний заповідник Дана      | Південний цент              | 320 квадратних кілометрів (124 миля2)    | 1993            | Найбільший заповідник у Йорданії            |
| Природний заповідник Дахек      | Північний схід              | 265,42 квадратного кілометра (102 миля2) | 2018            |                                             |
| Лісовий заповідник Дібін        | Північний захід             | 8,5 квадратного кілометра (3 миля2)      | 2004            | Найменший заповідник у Йорданії             |
| Природний заповідник Дмейта     | Північний схід              |                                          | 2018            |                                             |
| Природний заповідник Фіфа       | Південний захід             | 23,2 квадратного кілометра (9 миля2)     | 2011            |                                             |
| Ваді-ель-Муджиб                 | Східний берег Мертвого моря | 220 квадратних кілометрів (85 миля2)     | 1987            | Найнижчий заповідник у світі                |
| Катарський природний заповідник | Південний захід             | 109,94 квадратного кілометра (42 миля2)  | 2011            |                                             |
| Заповідник Шаумарі              | Північний схід              | 22 квадратні кілометри (8 миля2)         | 1975            |                                             |

### Заповідник Аджлун

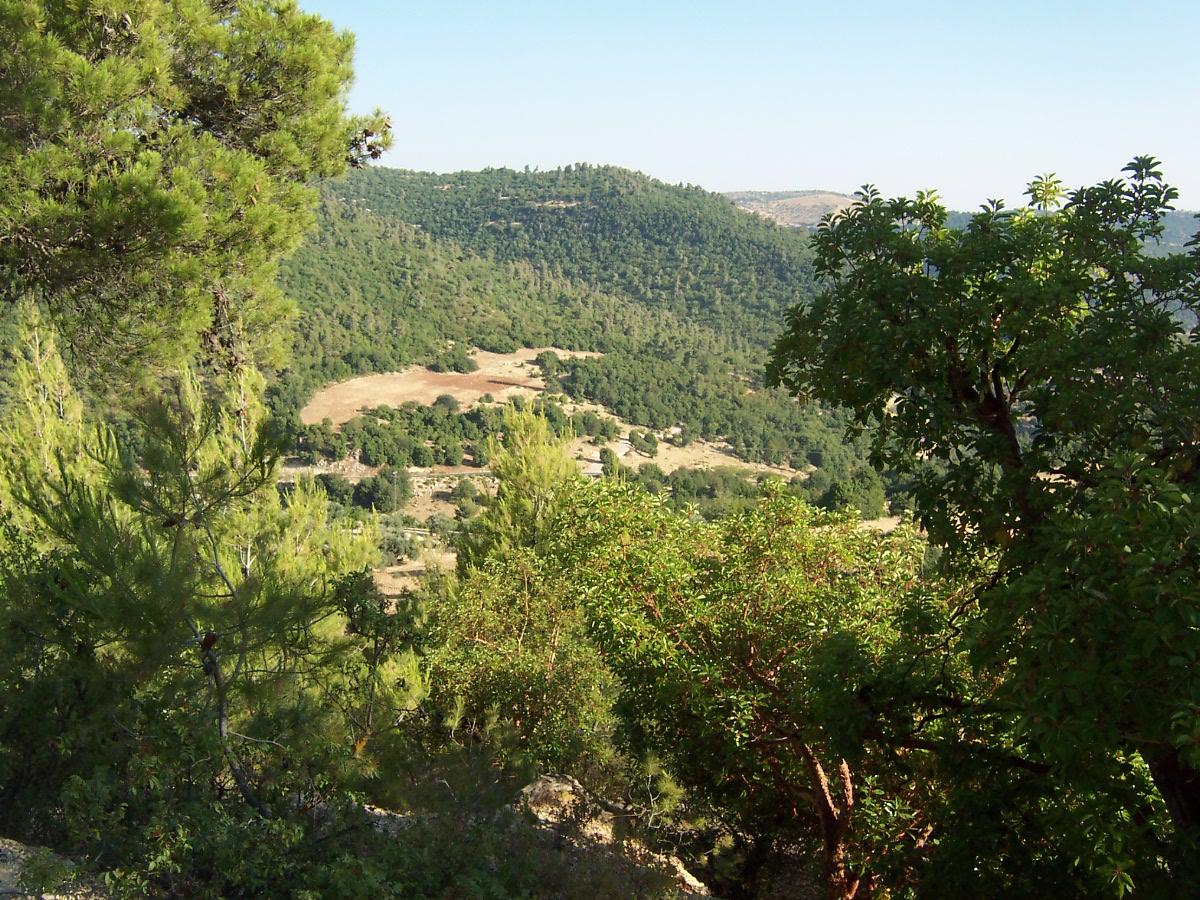
Аджлунський ліс

Лісовий заповідник Аджлун розташований на півночі Йорданії, поблизу Джераша та Аджлуна, а також неподалік від замку Аджлун. Заповідник складається з пагорбів середземноморського середовища, вкритих вічнозеленими дубами, а також полуницею та фісташковими деревами тощо. Тут мешкають кам'яні куниці, шакали, руді лисиці, смугасті гієни, перські білки, дикобрази, вовки. Землі приватної власності навколо заповідника становлять загрозу, включаючи незаконний доступ до заповідника, що призводить до незаконного полювання, вирубки та випасу худоби. Співпраця з місцевими жителями сприяла підвищенню обізнаності громади щодо збереження лісу.

### Водно-болотний заповідник Азрак

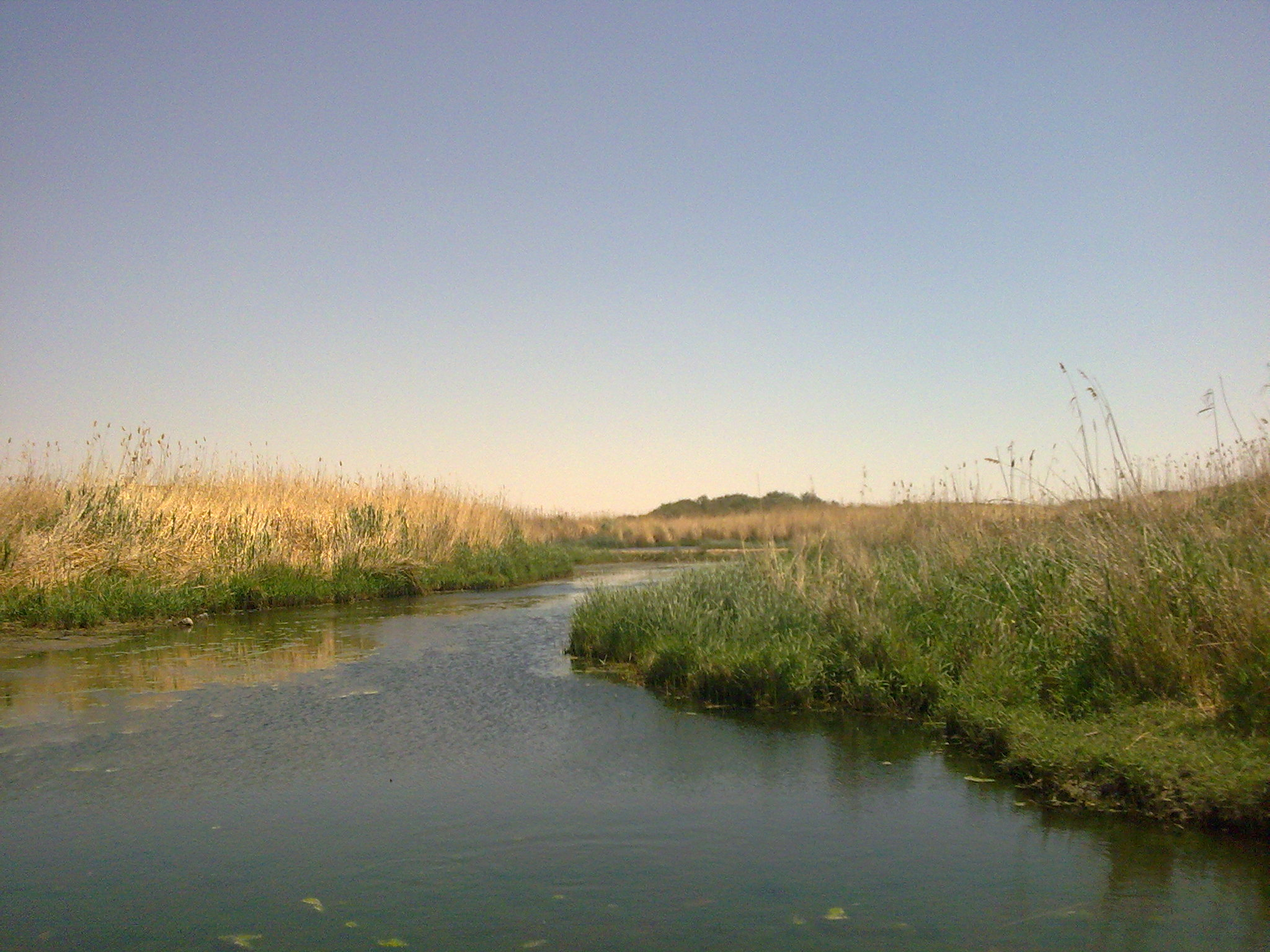
Водно-болотні угіддя Азрак

Водно-болотні угіддя Азрак, розташовані у східній пустелі Йорданії поблизу міста Ель-Азрак, є єдиним водно-болотним заповідником RSCN. Заповідник, який колись був популярним місцем зупинки для мільйонів перелітних птахів, що летіли з Африки до Євразії, зараз сильно виснажений через надмірне відкачування для підтримки зростаючого населення Йорданії. У 1978 році був створений заповідник з метою збереження оазису. Між 1981 і 1993 роками рівень води різко знизився, завершившись висиханням джерел у 1992 році. Сьогодні Азрак становить лише 0,04 % від свого колишнього розміру. Рівень води підтримується RSCN, щоб зберегти місцеві види риб, такі як Azraq Killfish, і зберегти це місце для туристів. Зусилля були частково успішними; деякі птахи повернулися, а вбивць збільшилася кількість, але спроби збільшити масу води на 10 % від початкового розміру були безуспішними. Відкачування води та брак робочої сили та досвіду водно-болотних угідь утримують рівень води на низькому рівні.

### Природний заповідник Бурку
Природний заповідник Бурку був визначений у 2018 році. Він займає площу 906,44 км2 у північно-східній частині країни, з центром у Каср Бурку.

### Біосферний заповідник Дана

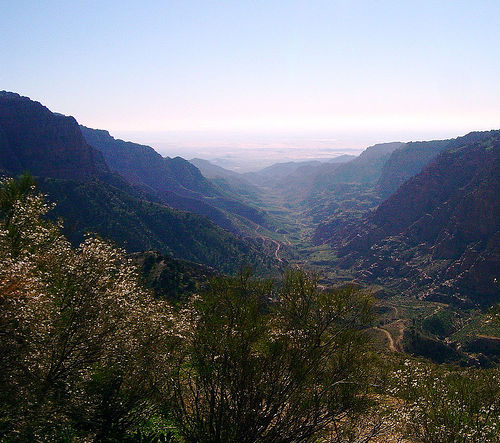
Дана Гордж

Біосферний заповідник Дана, який часто називають просто природним заповідником Дана, розташований у місті Дана та навколо нього в горах на схід від Ваді-ель-Араби. Географія заповідника характеризується крутими скелями в скелястих ваді, вкритих невеликими деревами та чагарниками. Різноманітна геологія змінюється від вапняку до пісковику та граніту. Деякі незаконні види діяльності, такі як випас худоби та вирубка лісу, продовжуються. Незаконне полювання загрожує популяціям козелів і чукарів.

### Лісовий заповідник Дібін

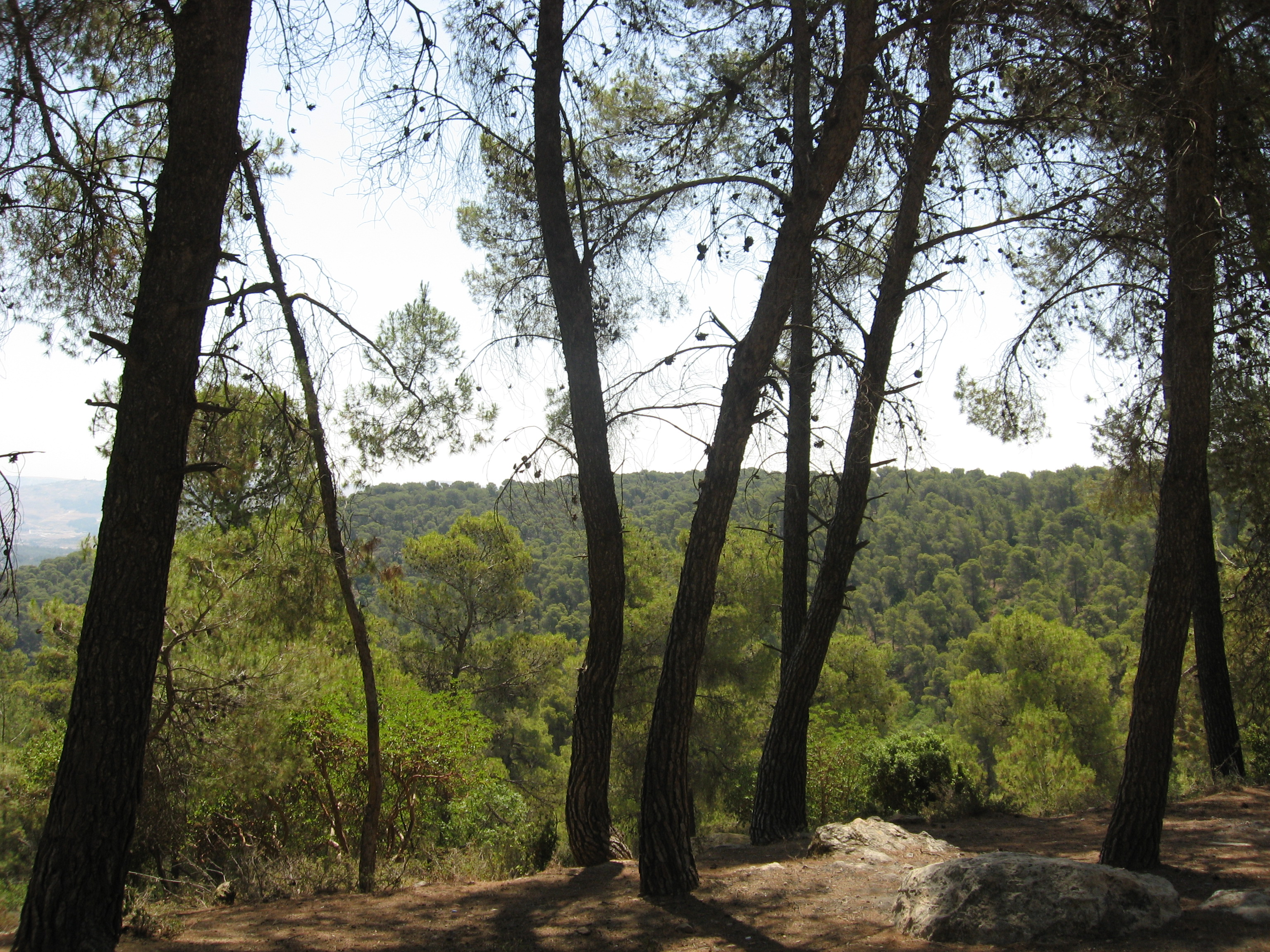
Віста в Дібіні

Dibeen Forest, неподалік від давньоримського міста Джераш, був заснований у 2004 році. Ліс є сосново-дубовим середовищем існування, де росте сосна алеппська та позначає географічну межу цього типу лісу. Тварини-мешканці, такі як перська білка, були головною причиною створення заповідника та вважалися головним пріоритетом. У заповіднику також ростуть полуниця, фісташка, дика олива. Сміття, особливо пластикове, є основною проблемою в заповіднику, часто результатом необережних відвідувачів.

### Природний заповідник Фіфа
13 липня 2011 року було офіційно оголошено природний заповідник Фіфа. Він розташований у південно-західній частині Йорданії. Заповідник має площу 23,2 км2. Частина заповідника, розташована значно нижче рівня моря, містить рослини солі та тропічні рослини.

### Ваді-ель-Муджиб

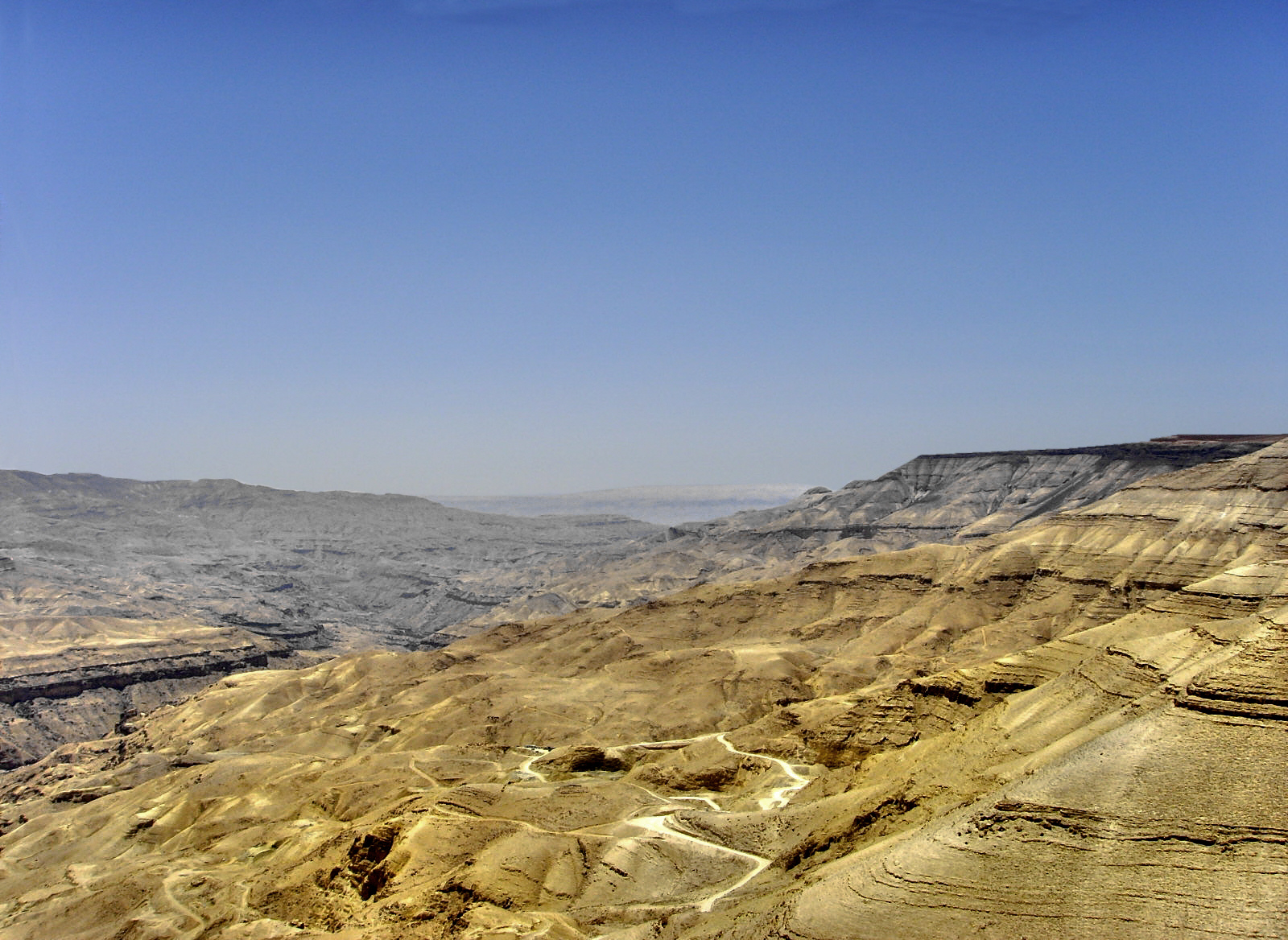
Ваді Муджиб

Природний заповідник Муджиб, широко відомий як Ваді-Муджиб, — це довгий каньйон, що живить Мертве море, що проходить через стародавній регіон Моав і є найнижчим природним заповідником у світі. Безпосередньо на схід від Мертвого моря Ваді-Муджиб складається з мережі прісноводних потоків, що робить посушливу територію більш родючою. Пишні русла річок є опорою для водних рослин. Окрім 300 видів рослин, Ваді-Муджиб містить принаймні 10 видів хижих та інших тварин, у тому числі дамана, борсука та нубійського козла, який був повторно інтродукований у дику природу RSCN. Незаконне полювання продовжує заважати досягненню стабільної кількості диких козлів.

### Заповідник Шаумарі

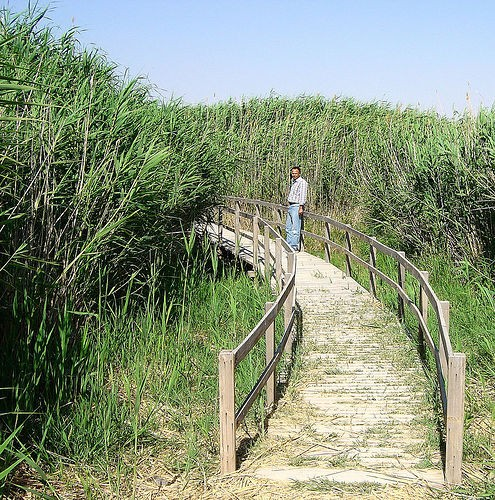
Очерети в Шаумарі

Заповідник дикої природи Шаумарі розташований у східній йорданській пустелі, неподалік від водно-болотного заповідника Азрак. Геологія становить пустельні ваді, що становлять 65 % площі, і райони Хаммада, вкриті чорним кременем, що утворюють 35 % заповідника. Заснована в 1975 році компанія Шаумарі була заснована для дикої природи в пустельній місцевості. Однією з головних цілей заповідника було повернення в дику природу вимерлих видів, зокрема аравійського орикса. У 1978 році 4 аравійських орикса були завезені в заповідник для програми розведення. Починаючи з 1983 року, 31 орикса було випущено в дику природу, успішно повернувши орикса в його рідне середовище. Інші види, такі як сомалійські страуси, перські онагри та газелі, мешкають у заповіднику. До заснування заповідника полювання майже знищувало місцеві популяції тварин, проблема, з якою RSCN успішно справлявся.

## Майбутнє
Королівське товариство охорони природи висловило зацікавленість у створенні п'яти додаткових природних заповідників у Йорданії.
- Абу Рукбе
- Гори Акаба
- Bayer
- Раджел
- Шоубак

Інші об'єкти були згадані у двох звітах, виданих у 1979 та 1998 роках, про доцільність створення нових заповідників по всій країні.
- Аль-Хаюф
- Аль Мава
- Біркет Аль Арайес
- Джабаль Мас'уда
- Джарба
- Річка Йордан
- Рахма
- Свайме та Хомрет Меен
- Річка Ярмук
- Дамба Зіглаб